# Mac Congail
Mac Congail (m. 1094) fue un caudillo hiberno-nórdico, monarca vikingo del reino de Rhinns (hoy Escocia) en el siglo X, identificado en las fuentes contemporáneas como «rí na Rend» (rey de Rhinns). Solo se le conoce por una nota en los Anales de Inisfallen sobre su obituario:
«El hijo de Congail, rey de Na Renna, fue asesinado»
En los mismos anales de Inesfallen, la entrada inmediata anterior cita el fallecimiento de Mael Coluim, rey de Alba, en manos de Domnaill Ban mac Donnchada, quien posteriormente tomó el poder del reino. Es probable que ambas muertes estuviesen relacionadas y llegasen a manos del cronista al mismo tiempo. El padre de Domnaill, Donnchadh reclamó el trono de Escocia con apoyo de Guillermo Rufus de Inglaterra, en un momento cuando diferentes clanes escoceses entraron en conflicto unos con otros; precisamente en 1094 hubo rebeliones del clan MacWilliam en Moray y Galloway.
Algunas interpretaciones le identifican como hijo de Fingal Godredson (m. 1079), rey vikingo de Mann.